# Shangrao
Shangrao (chinois : 上饶市 ; pinyin : Shàngráo shì) est une ville préfecture chinoise du nord-est de la province du Jiangxi en Chine. On y parle le dialecte de Shangrao du groupe des dialectes de Chu Qu'du wu. Pendant les années 1950 elle a été le siège d’un camp de concentration[réf. nécessaire].

## Géographie
Située au Nord-Est de la province du Jiangxi, elle est limitrophe avec les provinces du Zhejiang à l'est, de l'Anhui au Nord et du Fujian au Sud-Est.
La ville préfecture entoure en grande partie la ville préfecture de Jingdezhen, notamment sur la totalité de ses limites au sein de la province du Jiangxi.

### Subdivisions administratives
La ville préfecture de Shangrao exerce sa juridiction sur douze subdivisions - deux districts, une ville district et neuf xian :
- le district de Xinzhou - 信州区, xìnzhōu qū ;
- le district de Guangfeng - 广丰区, guǎngfēng qū ;
- la ville district de Dexing - 德兴市, déxīng shì ;
- le xian de Shangrao - 上饶县, shàngráo xiàn ;
- le xian de Yushan - 玉山县, yùshān xiàn ;
- le xian de Yanshan - 铅山县, yánshān xiàn ;
- le xian de Hengfeng - 横峰县, héngfēng xiàn ;
- le xian de Yiyang - 弋阳县, yìyáng xiàn ;
- le xian de Yugan - 余干县, yúgān xiàn ;
- le xian de Poyang - 鄱阳县, póyáng xiàn ;
- le xian de Wannian - 万年县, wànnián xiàn ;
- le xian de Wuyuan - 婺源县, wùyuán xiàn.

## Patrimoine
La ville préfecture comporte un ensemble de 95 sites historiques et culturels majeurs protégés au niveau municipal (zh), 40 au niveau provincial (zh) et 12 au niveau national.

## Tourisme
Le mont Sanqing, parc naturel protégée et montagne taoïste.

## Transports
La ville comporte une gare ferroviaire et une gare routière.
Les lignes de bus longue distance de gare routière la relient particulièrement avec Jingdezhen et le centre touristique du mont Sanqing.
La ville préfecture est desservie par l'aéroport de Shangrao Sanqingshan (code IATA : SQD • code OACI : ZSSR).